# Estêvão Marcolino de Figueiredo
O "Coronel" Estêvão Marcolino de Figueiredo (Patrocínio Paulista, 15 de janeiro de 1854 — Franca, 14 de junho de 1916) foi um proprietário rural e político brasileiro.

## Biografia
Nasceu na Fazenda Santa Bárbara, no atual território de Patrocínio Paulista, então pertencente então a Franca, tendo recebido o nome de Estêvão em homenagem a seu parente o Marquês de Valença, um dos frequentadores daquela fazenda. A primeira instrução, recebeu na própria fazenda, seguindo depois para Franca. Em 1863, foi matriculado no Seminário Episcopal de São Paulo, recebendo formação em  Humanidades: Português, Francês, Inglês, Retórica, Poética e Latim. Após isto, iniciou Filosofia. Morrendo seu pai, em 1874, larga o seminário para cuidar dos negócios da família, dedicando-se à agricultura, tornando-se um dos maiores produtores de café de São Paulo. Monarquista e católico, inicia sua carreira política em 1881, aos vinte e sete anos de idade; originariamente conservador, soube se adaptar às mudanças republicanas, abraçando o adesismo, o que lhe abriu muitas oportunidades. Depois foi republicano dissidente e hermista. Foi nomeado, pelo governador do Estado, membro do Conselho da Intendência de Franca, cargo que deixou em 1890, quando participa na fundação do Partido Católico de São Paulo, passando, depois, ao Partido Republicano Paulista. Foi um dos mais importantes líderes políticos da região de Franca, do estado e do país, entre o fim do Império e a Primeira República, por suas experiências como vereador (por três vezes, presidente da Câmara), deputado estadual e deputado federal, cargos que sempre exerceu com brilho e retidão.  Participou de episódios importantes para a consolidação política e da complexa dinâmica da Primeira República no Estado de São Paulo, principalmente das transformações econômicas e sociais que se corriam no interior. Culto e apaixonado pela História, Estêvão Marcolino foi sócio do Instituto Histórico e Geográfico do Ceará, do Instituto Histórico e Geográfico Fluminense, do Centro de Ciências, Letras e Artes de Campinas, e sócio fundador do Instituto Histórico e Geográfico de São Paulo. 

Em 1918, dois anos após a sua morte, o presiente da Câmara de Patrocínio Paulista, Pio Avelino de Figueiredo, propôs ao deputado Gabriel de Andrade Junqueira um projeto para a mudança do nome da cidade de Patrocínio Paulista para “Estefanopólis” ou “Estevinópolis”, em homenagem a Estêvão Marcolino de Figueiredo. Tal projeto não logrou sucesso; porém, seus herdeiros políticos lançaram um jornal que veio a ser denominado “O Estevinópolis”. Recebeu a patente de Coronel Comandante Superior da 9ª. Brigada da Guarda Nacional da Comarca de Patrocínio do Sapucaí (cf. Livros da Guarda Nacional em Franca. Cat. 27, l. I., fls. 31-32). 

Dele, disse Fabiano Junqueira de Freitas, em “A Mão Oculta” (tese de mestrado em História - 2008): “afirmou-se como líder político local e como deputado na Câmara dos Deputados do Estado de São Paulo e na Câmara Federal. Tendo construído sólida carreira política e arrebanhado enorme apoio popular; Marcolino foi também homem influente na cultura e na sociedade; contribuindo para a consolidação política e social de sua cidade natal no rastro das transformações movidas pela força econômica do café na virada do século; estas por sua vez pautadas por novos modelos culturais. O Coronel Estêvão Marcolino personificaria esse ideal por sua grande influência política; que o projetaria em nível estadual e federal. Sua conduta política; entretanto; daria preferência à ação indireta na promoção das transformações urbanas.” ".

## Mandatos
- membro do Conselho de Intendência de Franca: 1890
- Vereador em Patrocínio Paulista: 1892 / 1894
- Deputado Estadual:                       1895 / 1897
- Deputado Estadual:                       1898 /1900
- Deputado Estadual:                       1901 / 1903
- Vereador em Patrocínio Paulista: 1905 / 1907
- Deputado Estadual:                       1907 / 1909
- Vereador em Patrocínio Paulista: 1911 / 1913
- Deputado Federal:                         1912 / 1914